# Дал (озеро)
Дал — озеро в Срінагарі, літній столиці Джамму та Кашміру, Індія. Це друге за величиною в штаті міське озеро називають «Коштовний камінь у короні Кашміру» або «Срінагарський скарб». Є не тільки туристичною пам'яткою, але й джерелом доходів для рибалок та збирачів водних рослин. Об'єм води — 0,00983 км³.
Берегову лінію, близько 15,5 км, облаштовувано з могольських часів парками, каналами, готелями. Моголи розбили сади з краєвидом на озеро, наприклад Шалімар-Баґх і Нашат-Баґх, побудовані при моголі Джаханґірі. Розкішні шикари надають озеру казкового вигляду. Якщо зимова температура падає до -11 °C, то озеро замерзає.
Площа становить 18 км², але разом із болотами, затопленими полями, плавучими садами та каналами загальна площа дорівнює приблизно 21,1 км². Плавучі сади, звані «Рад» у Кашмірі, у липні та серпні покриває лотос. Виділяють чотири водозбірні басейни: Гагрібал, Локут Дал, Бод Дал і Нагін (іноді Нагін вважають окремим озером). Локут-дал і Бод-дал мають острови в центрі, звані Руп Ланк (або Чар Чинарі) і Сона Ланк відповідно.
Нині озеро та могольські сади проходять кілька етапів відновлення у зв'язку з евтрофікацією озера. Інвестиції, виділені урядом Індії, склали 275 млн доларів США (11 млрд рупій).

## Історія
Стародавні записи відзначали, що місце поблизу селища Ісабар, на схід від озера Дал, було присвячене богині Дургі. Це місце на березі озера називали Сурешварі, поряд били джерела Сатадгара.
Могольські правителі вирішили зробити Кашмір своєю літньою резиденцією через його привабливість. Клімат Кашміру був досить м'яким для Індії, а на околицях озера було багато джерел, тому моголи стали розбивати навколо озера сади, будувати палаци та павільйони. Після смерті Аурангзеба 1707 року почався розпад могольської імперії, до Кашміру вторглися пуштуни і приєднали його до Дурранійської держави; вони правили кілька десятиліть. 1814 року сикх Ранджит Сінґх приєднав Кашмір до своєї держави, незабаром намісники Кашміру поєднали Кашмірську долину, Джамму, Гілгіт-Балтистан, Ладакх та деякі інші гірські райони. Проблеми, створені тоді, не вирішено донині.

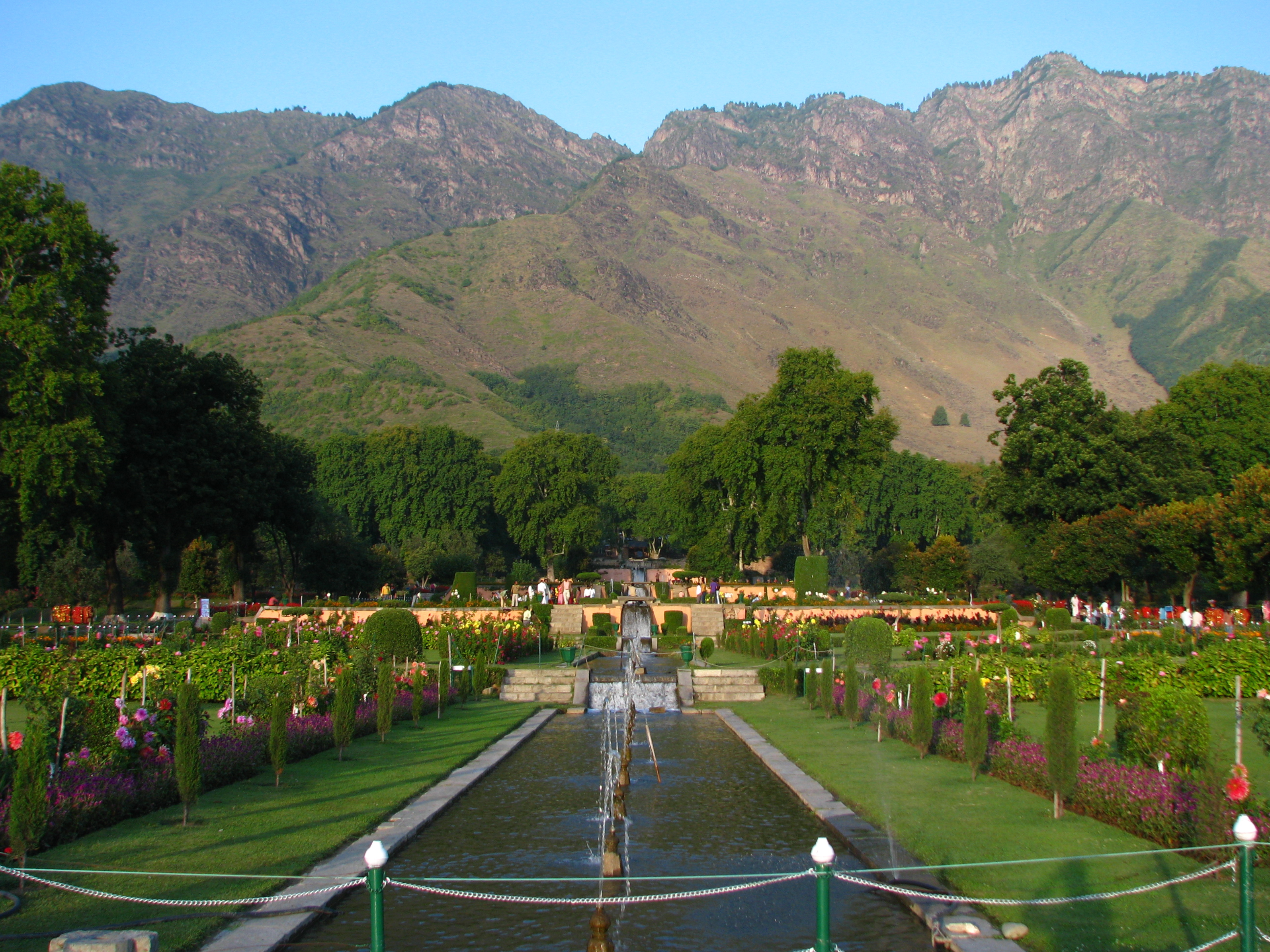
Могольський сад Нішад Баґх

За Бритіш Радж (правління британців), Срінагар знову отримав свій курортний статус: англійцям був приємним м'який клімат долини, а Гімалаї надавали чарівності Кашміру. Виміряна температура озера коливалася від -1 до 11 °C взимку та 12-30 °C влітку. Якщо взимку температура повітря падала до -11 °C, то озеро починало замерзати. Хоча догри-правителі Кашміру (сикхи зробили Гулаба Сінґха з клану Джамвал, який виділився з догра, намісником Кашміру, незабаром він відокремився від сикхів) обмежили право англійців на будівництво будинків у Кашмірі, ті швидко знайшли спосіб обійти заборону і почали купувати будинки-човни на озері Дал. Тоді говорили «кожен з них — це маленький шматочок Англії, що плаває озером Дал».
Після здобуття незалежності багато людей продовжили жити в будинках-човнах, з'явилися човни-сади, човни-майстерні та човни-готелі. Шикари-будинки на озері Дал стали негласним символом Срінагара. Попри війни, кашмірці намагаються популяризувати Срінагар та озеро Дал «як дорогоцінний камінь у кашмірській короні».

## Фізичні властивості

### Топографія
Озеро розташоване в межах населеної зони, що покриває 316 км² у Забарванській долині, в Кашмірській долині, оточеній Гімалаями. Озеро лежить на схід і північ від Срінагара і покриває 18 км². Включно із заростями лотосу, займає 21,2 км² (різні джерела вказують площу в межах 22-24 км²). Від основного озера відокремлені дамбами озера Нехру Парк, Нішат, Хазратбал, Нагін та Барарі Намбад. Вони з'єднані каналами, якими можна плавати на човні.
Озеро розташоване на висоті 1583 м. Глибина коливається від 6 до 2,5 м. Довжина — 7,44 км, ширина — 3,5 км. Озеро має берегову лінію, довжиною 15,5 км, уздовж якої йде дорога навколо озера. Останнім часом[коли?] намітилося розмивання берега, і вжито заходів для його збереження. В озері є два острови, які уповільнюють приплив води, тому на одному краю озеро відступило, залишивши багато боліт, планується їх осушити та збудувати житлові райони.

### Геологія
Існують дві теорії про утворення озера. За однією версією, це пост-льодовикове озеро, інша теорія вважає озеро річковим за походженням або старицею Джелама. Річкова система показує, що породи в районі мають низький показник пористості. Петрологія виділяє в районі озера магматичні, метаморфічні та осадові гірські породи. Місцева геологічна система характеризується неоднорідністю та розривами порід, що можна з'ясувати, вивчивши напрямок течії та кути перетину річок. Схили пагорбів поступово розмиваються ґрунтовими водами, тому в долині багато джерел. Сейсмічна активність у долині належить до V категорії сейсмічних районів Індії, тобто висока ймовірність землетрусів із магнітудою 9. 2005 року в Кашмірі зафіксовано землетрус із магнітудою 7,6, що призвело до загибелі людей та руйнування будинків.

### Гідрологія
Озеро живиться потоками Дічігам-Телбал Наллах, Дара Наллах («Наллах» означає «потік») та іншими невеликими потоками. Тип — тепле мономіктичне субтропічної озерної категорії. Джерела також живлять озеро, але конкретних кількісних даних поки що немає.
Гідрологічні дослідження озера скрутні через складний рельєф та активне господарське використання озера: у деяких місцях будують греблі, в інших воду відводять на рисові поля. Влітку в долині випадає близько 655 мм опадів, разом зі снігами, що тануть, приплив води дуже піднімає рівень озера. Максимальна витрата потоку Телбал Наллах оцінюється в 141,5 м³/с; 1973 року була найбільша зареєстрована повінь. Середній річний стік — 291,9 млн м³, Телбал Налах дає 80 %, 20 % припадає на інші. З одера є два виходи: Далгейт та Амір Кхан Наллах, вони з'єднують озера Нагін та Анчар. Далгейт контролюється греблею та шлюзами. Відтік із них оцінюють у 275,6 млн м³ на рік. Крім того, за рік переноситься 80 000 т мулу, з них 70 % забирає Таллабал Наллах, і 36 000 т осідає в озері.

## Флора і фауна

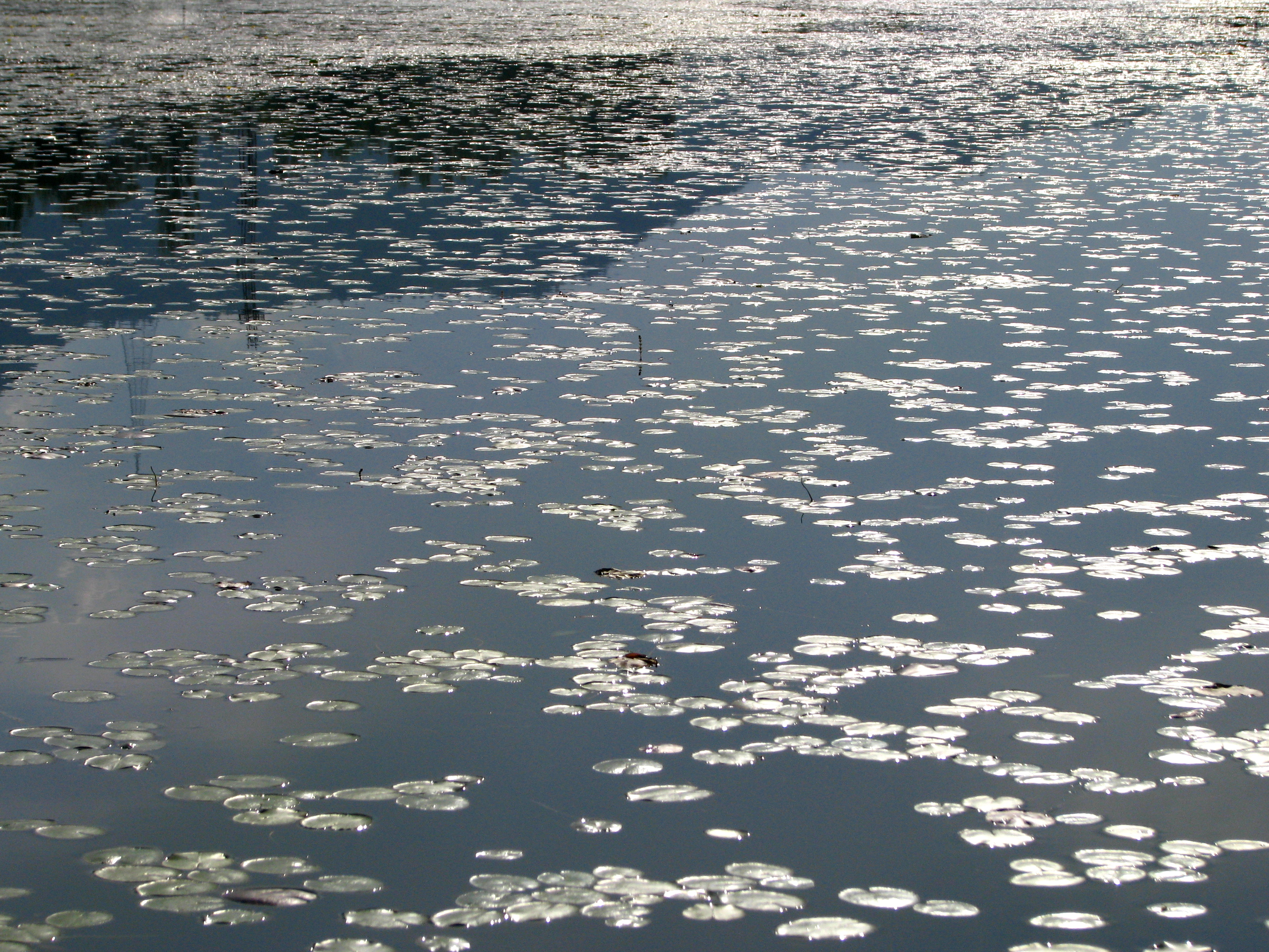
Лілії на озері

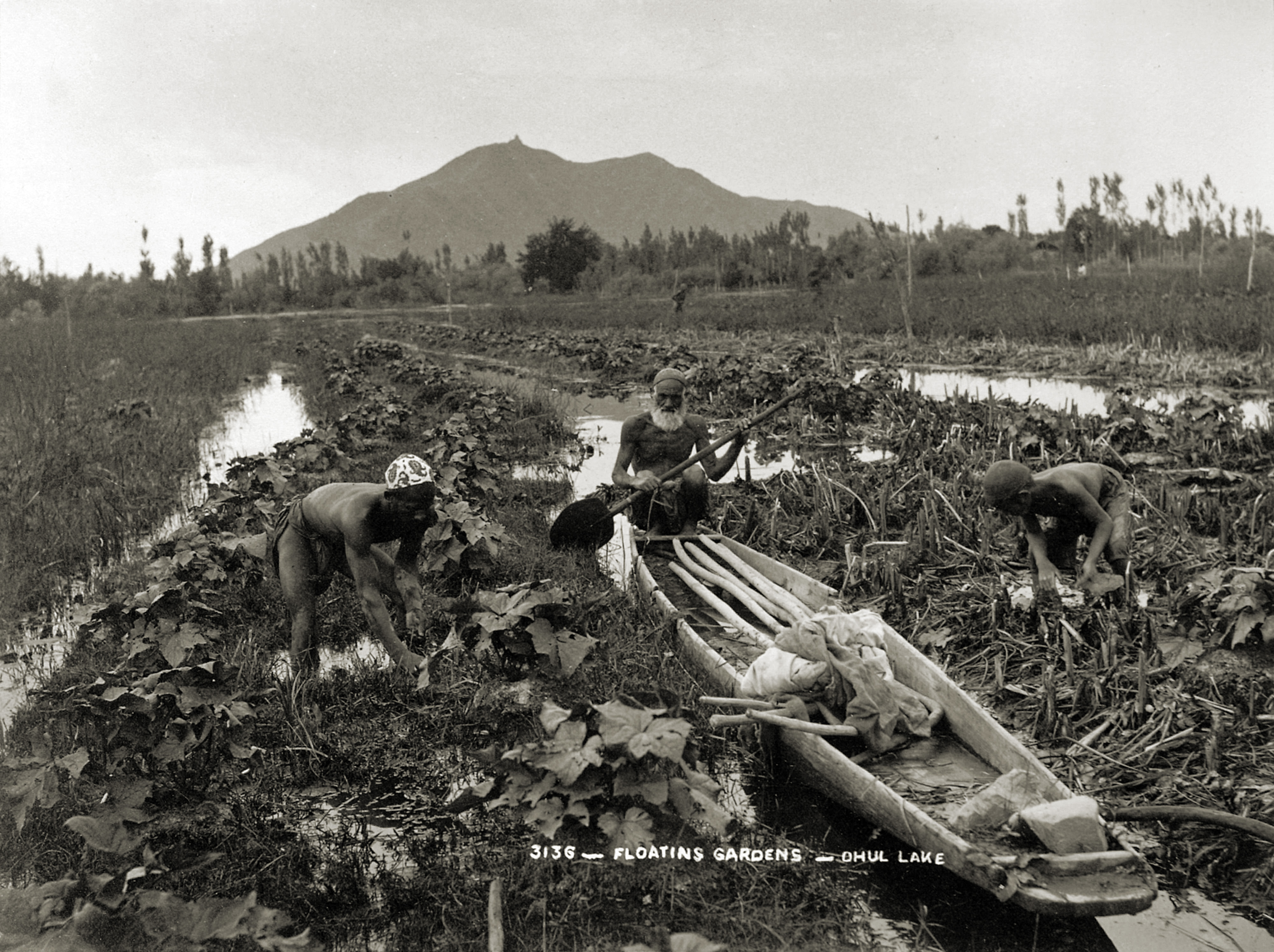
Плавучі сади на озері

Екосистема озера багата макрофітами, плавучими рослинами та фітопланктоном. Макрофіти озера налічують 117 видів, які входять до 69 родів та 42 родин. У липні та серпні на озері цвіте індійський лотос. Зростання куширу в цій зоні пов'язують із Myriophyllum spicatum і Potemogetton lucens, які стали домінівними видами. Серед інших макрофітів у районі озера є Typho angustata, очерет звичайний, водопериця, їжача голівка і Myriophyllum verticillatum. На поверхні води живуть індійський лотос, латаття біле, N.Tertagonia, N.Candida, сальвінія плавуча, плавун щитолистий, Hydrocharis dubia і рдесник плавучий, які займають 29,2 % поверхні озера. Фітопланктон включає Navicula radiosa, Nitzschia accicularis, Fragilaria crotonensis, Diatoma elongatum, Scenedesmus bijuga, Pediastrum duplex, Tetraedron minimum, Microcystis aeruginosa і Merismopedia elegans.
Від 1934 року виявлено деякі важливі зміни в біосистемі озера, а саме скорочення числа видів Хара, і, навпаки, збільшення площ, покритих Сальвінієвими від 1937 року. На берегах виявлено скорочення видів макрофітів, за рахунок збільшення кількості куширу й водопериці.
З дерев поблизу озера ростуть: мелія, айлант, робінія, вовчі ягоди, каркас, троянда, ефедра, Pinus roxburghii, сосна алепська, Pinus gerardiana, кипарис гімалайський та кипарис аризонський. Жителі долини здавна вирощують рис, пшеницю та кормові культури.
У плавучих садах (кашмірською — «рад») жителі вирощують помідори, огірки та дині. Сади складаються з повсті, між якою насипається земля. Повсть із землею плаває озером, і мешканці вирощують на них рослини. За потреби їх закріплюють якорями. Вважають, що овочі з плавучих садів мають покращені смакові якості.
Фауна складається з зоопланктону, бентосу та риби. Зоопланктон озера включає Keratella cochlearis, K. serrulata, Botryotinia fuckeliana, Monostyla bulla, Alona monocantha, циклопів (родина) та Mesocyclops leukarti. Бентос включає Chironomus sp. та Tubifex sp. З риб зустрічається короп (промисловий вид), C. carpio communis, Schizothorax niger, S. esocinus, S. curviformis і Crossochelius latius. Повідомляють, що коропи, які розвелися в озері від 1960-х років, почали витісняти з озера карабалик.

### Рибальство
Крім сільського господарства, риболовля є важливою галуззю кашмірського господарства і є джерелом харчування багатьох людей. Від 1950-1960-х років в озері розвівся короп, і тепер він становить 70 % улову. Місцеві рибалки використовують сіті з 6 частин діаметром 6 м. Скидання в озеро промислових відходів призвело до скорочення уловів, але уряд штату вживає заходів для відновлення запасів озера. Рибалки використовують човни з деодару розміром 6×1,2 м.

## Охорона навколишнього середовища
Озеро тепле мономіктичне (змішаного типу), і pH змінюється протягом року від мінімуму 7,2 до максимуму 8,8. Насичення киснем [mg l−1] від мінімуму 1,4 до максимуму 12,3 протягом року. Зафіксований максимум азоту (NH4-N [micro l−1] 1355 на поверхні та 22 на дні озера. Фосфор, виражений у «Total-P» [micro l−1], коливається від 577 до 35 за рік. Температура води змінюється від 3 °C градусів у січні до 26 °C у червні. Прозорість від 1,95 м у липні до 0,53 м у березні.
Аналізи 1983-84 років свідчать про зниження якості води в порівнянні з 1965-66 роками. Каналізаційні стоки призвели до збільшення вмісту азоту та фосфору. За рік у озеро скидають до 400 тис. тонн рідких відходів.

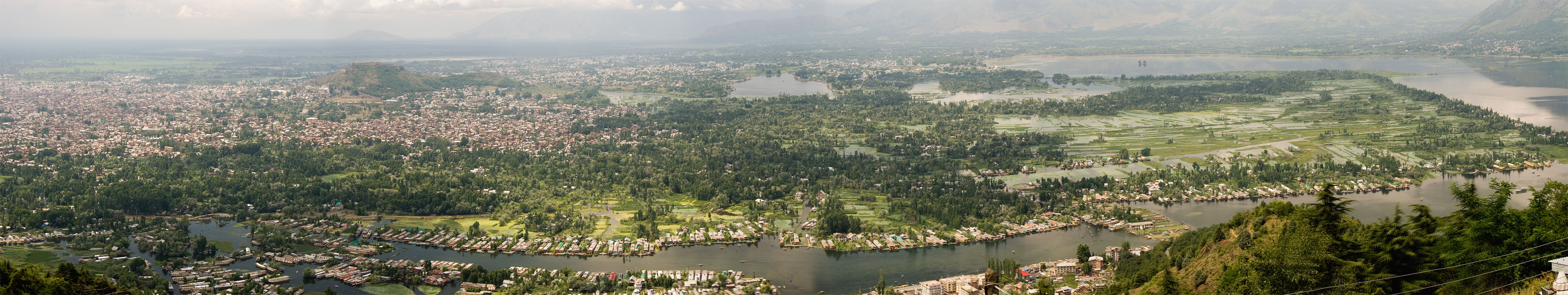
Панорама озера Дал

Нині головною загрозою озеру стала евтрофікація: береги деградують, площа дзеркала скоротилася з 22 до 18 км², скидання відходів та руйнування дренажних каналів призвели до того, що озеро перестало самоочищатися і стало засмічуватись, заростати бур'янами. Уряд вживає заходів щодо збереження озера.

### Судові суперечки та відновлювальні роботи
Погіршення стану озера стало предметом суспільного обговорення. Уряд створив незалежну експертну групу, яка опублікувала доповідь «Збереження та раціональне використання озера Дал». Ця доповідь стала основою проєкту відновлення його екосистеми.
Справа озера Дал дійшла до верховного суду Індії, оскільки організація «Позови права суспільних інтересів» подала колективний позов проти промисловців, які скидають відходи в озеро. Від відповідачів вимагалося сплатити витрати з проведення відновлювальних робіт, обладнати каналізацію та очисні системи. Позов подано 2001 року. Суд відклав розгляд справи. 2005 року відновлювальні роботи почато за рахунок штату. Обсяг робіт із плану збереження озера дуже великий. На першому етапі планується зміцнити береги озера та прочистити канали. Уряд наклав тимчасову заборону будівництва на березі озера. Також уряд надав кошти на компенсації місцевим жителям, яким довелося припинити займатися вирощуванням рослин або випасом худоби на берегах озера. На 2010 рік виконано 40 % робіт цього етапу.

## Пам'ятки та водокористування
Озеро часто відвідують місцеві жителі та туристи, особливо влітку. Для місцевих жителів озеро часто є джерелом їжі з плавучих садів чи риби. Бур'яни з озера йдуть на компост, його використовують при розливах Джелама. Плавання, катання на човнах, на лижах по льоду (суворої зими озеро може замерзнути), сплав на каное — найпопулярніші види водного спорту.
Навколо озера зібрано багато пам'яток історії та архітектури старого Кашміру. Крім Шалімар Баґх і Нішат Баґх, туристи відвідують Храм Шанкарачар'ї, Гарі Парбат, озеро Нагін, Чашме-Шахі, Хазратбал, і знамениті будинки-човни шикари.

### Острів Чар-Чинар
Це відоме в місті місце — невеликий острівець посеред озера Дал з чотирма чинарами (Platanus orientalis) названий «Чар-Чинар» (мовами урду та хінді «чар» — «чотири»).

### Озеро Нагін

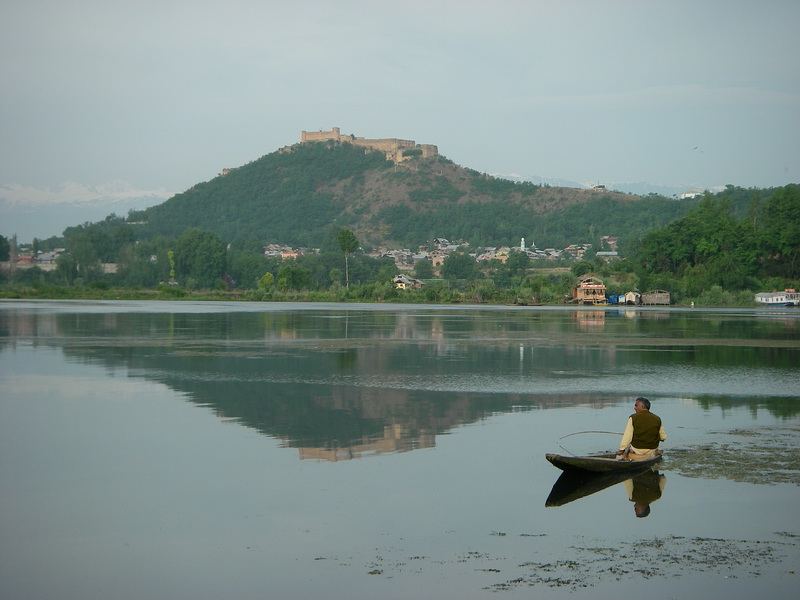
Озеро Нагін

Нагін — частина озера Дал, відокремлена дамбою, відкритою для пішоходів та велосипедів. Тут проходить міський водогін. Озеро обмежене пагорбом Шанкарачар'ї (Такхт-і-Сулейман) на півдні та Гарі Парбат на заході, і розташоване біля підніжжя пагорба Забарван. На берегах ростуть верби та тополі.

### Чашме-Шахі
Чашме-Шахи означає «царське джерело», джерело з цілющою водою та садом навколо. Розташоване над меморіальним парком Неру. Цей найменший могольський сад Срінагара займає 108×38 м і має три тераси, акведук, водоспади й фонтан. Алі Мардан Хан розбив сад 1632 року так, щоб джерело живило фонтан. Від фонтанів вода тече спеціальними жолобами через декілька водоспадів і капає на відполірований чорний камінь. Воду також підведено до невеликого святилища Часма-Сахібі.

### Храм Шанкарачар'я
| |  |  |
| Ліворуч: Храм Шанкарачар'ї, побудований 220 року до н. е. Світлина 1868 року. Праворуч: Вигляд храму від озера Дал |  |  |

Священний Храм Шанкарачар'ї, відомий як Джестетствара, стоїть на вершині пагорба висотою 300 м. Це місце називалося Гопадрі і 250 року до н. е. тут зведено буддійський храм. Ймовірно, його збудував один із синів Ашоки Великого. У VII столітті храм перебудував імператор Кашміру Муктапіда Лалітадітья. Філософ Шанкарачар'я зупинився в цьому храмі для диспуту та лекції з веданти.
В основі храму високий (6,1 м) восьмикутний постамент, сам храм невеликий і круглий у перерізі, від землі до нього ведуть сходи, колись покриті написами, до основи сходів можна під'їхати машиною. Пізніше на стелі храму висічено генеалогію моголів, починаючи від Шах-Джахана. У святому святих розташований маленький басейн з водою, в якому встановлено Шива-лінгам, обвитий змією. Більше 100 років тому над храмом був купол, але тепер його через ветхість замінили цегляним дахом.

### Гарі-Парбат

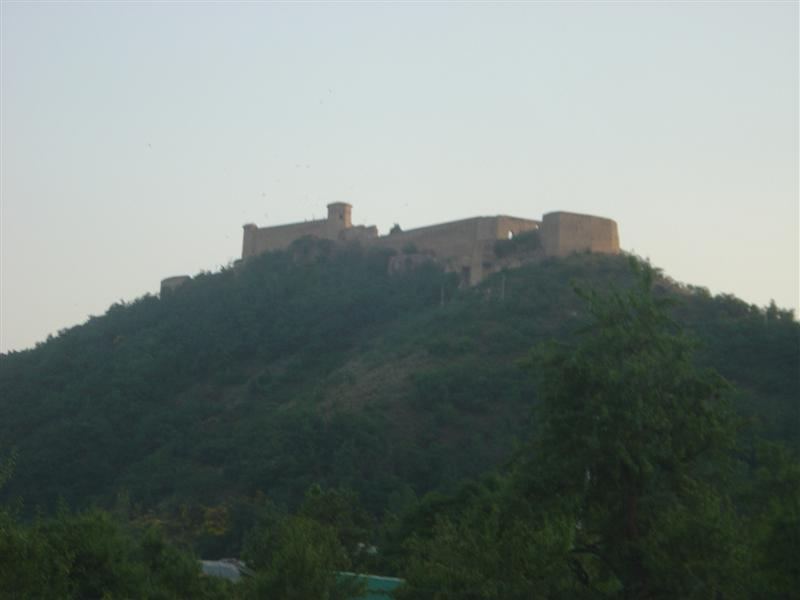
Гарі-Парбат від Бадам-Вір (Алмондський сад), Срінагар

Гарі-Парбат або Могольський форт стоїть на пагорбі і панує над Срінагаром. Його побудував могольський імператор Акбар-хан 1590 року. За моголів форт так і не добудовано. Добудували його значно пізніше, 1808 року, під час правління Шуджа-Шаха Дуррані. У форті є мечеть, індуїстський храм і сикхське святилище. За легендою цей пагорб колись був скелею, яку боги скинули на демонів, що жили в долині.

### Шикари та будинки на воді

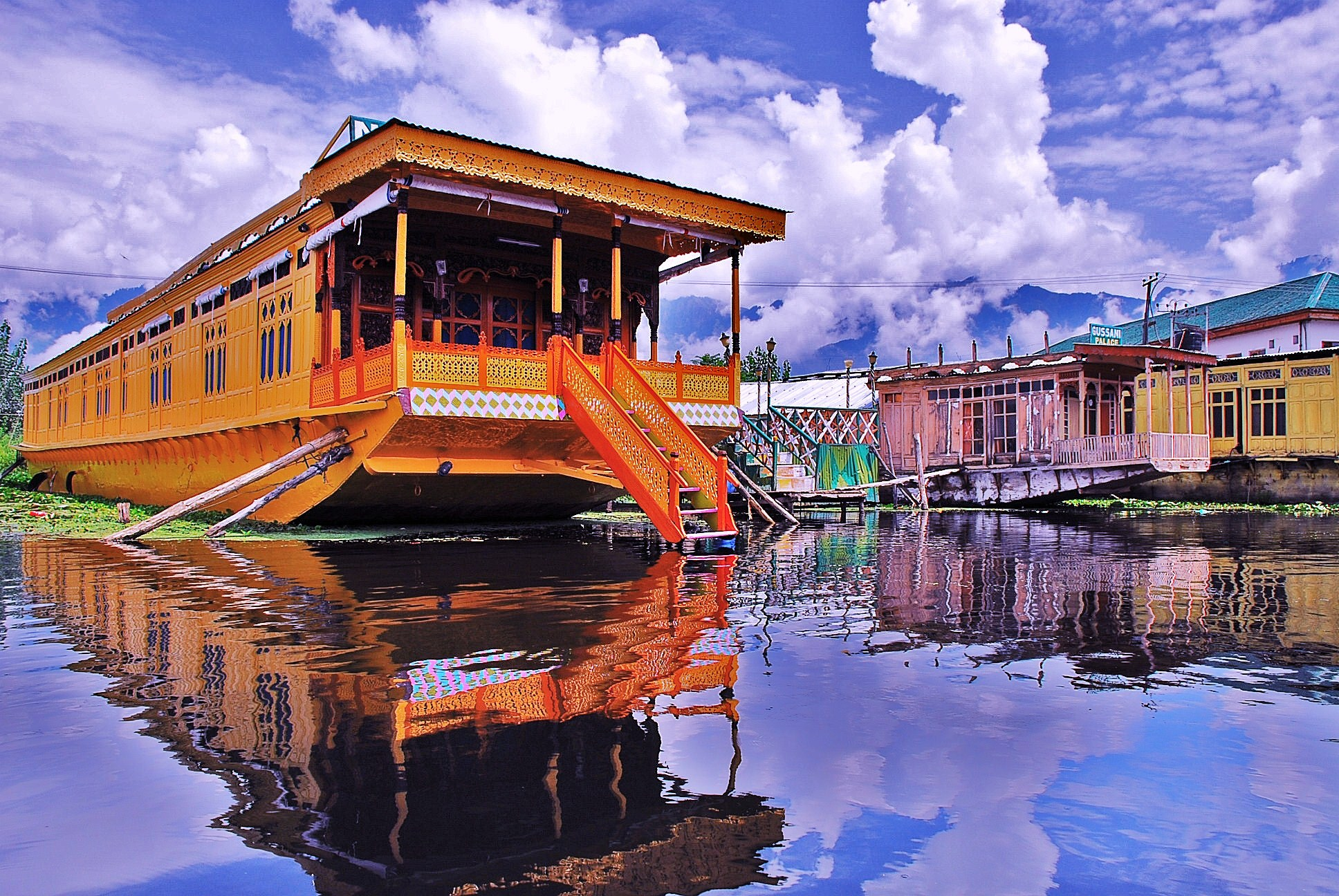
Будинок-човен, найдорожчий готель міста

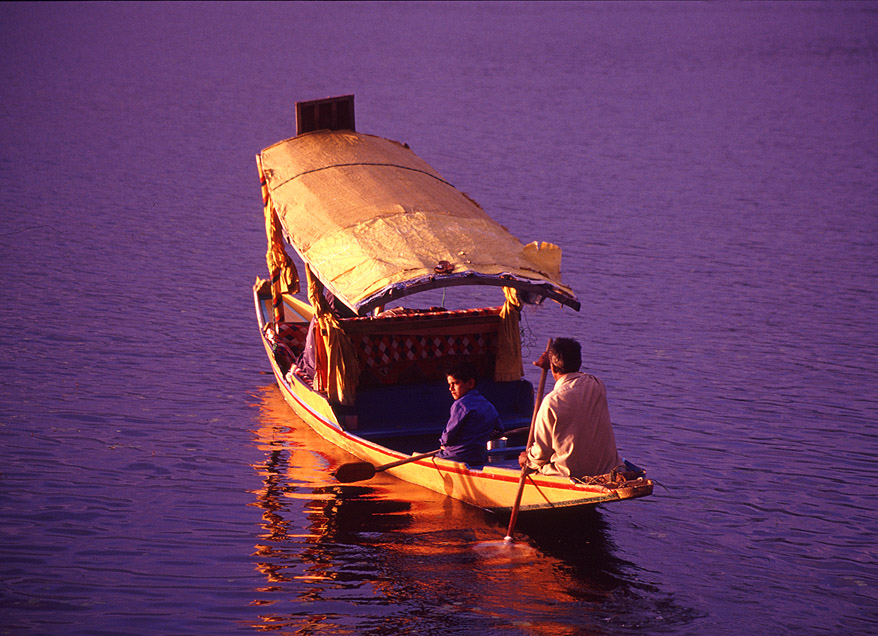
Шикара

У ХІХ столітті в Срінагарі стали з'являтися величезні шикари у вигляді плавучих будинків. Зроблені з кедрових дерев, вони досягали 24-38 м довжини і 3-6 м ширини. Згодом ці човни стали розкішними (за мірками Кашміру) готелями з кімнатами, палубою, кухнею, їдальнею та іншими приміщеннями. Їх швартували біля берега та скріплювали між собою, щоб уникнути хитавиці.
Готелі-шикари мають парк розкішних човнів для переправ на берег. Малі шикари довжиною 4,6 м використовують як таксі, магазини, майстерні та як човни для туристів. Селяни плавають у шикарах у свої плавучі сади та працюють, часто не злазячи у воду. Є розкішні шикари з різьбленими прикрасами та балдахіном для туристів. Шикара-квітковий магазин стала неофіційним символом Срінагара. У шикарі зазвичай буває два човнярі у фіронах (традиційний одяг), взимку гостям для обігріву дають кангер — горщик з гарячим вугіллям. Шикара вміщує шість осіб, гостям, для зручності, дають подушки в «могольському» стилі. Багато човнярів організовують екскурсії на шикарах за межі Далу, наприклад Джеламом або його притоками, човни пливуть під старовинними мостами, після чого відкривається краєвид на Пір-Панджал.

### Хазратбал
Хазратбал, (урду حضرت بل дослівно: Величне місце), також Хазрат Бал, Ассар-і-Шаріфе, Мадінат-ус-Сані, або просто Даргах Шаріф, мечеть, розташована на лівому березі озера Дал, мусульмани вважають її найсвященнішою в Кашмірі. Реліквія Мой-і-Муккадас нібито містить волосся з голови Магомета. Згідно з легендою, 1635 року Саїд Абдулла, нащадок пророка з Медини, привіз реліквію в Біджапур. Його син Саїд Хамід, якого моголи позбавили маєтку, більше не міг дбати про реліквію і передав її Ходжі Нур-уд-Діну Ішбарі, який привіз її до Кашміру.

## Транспорт

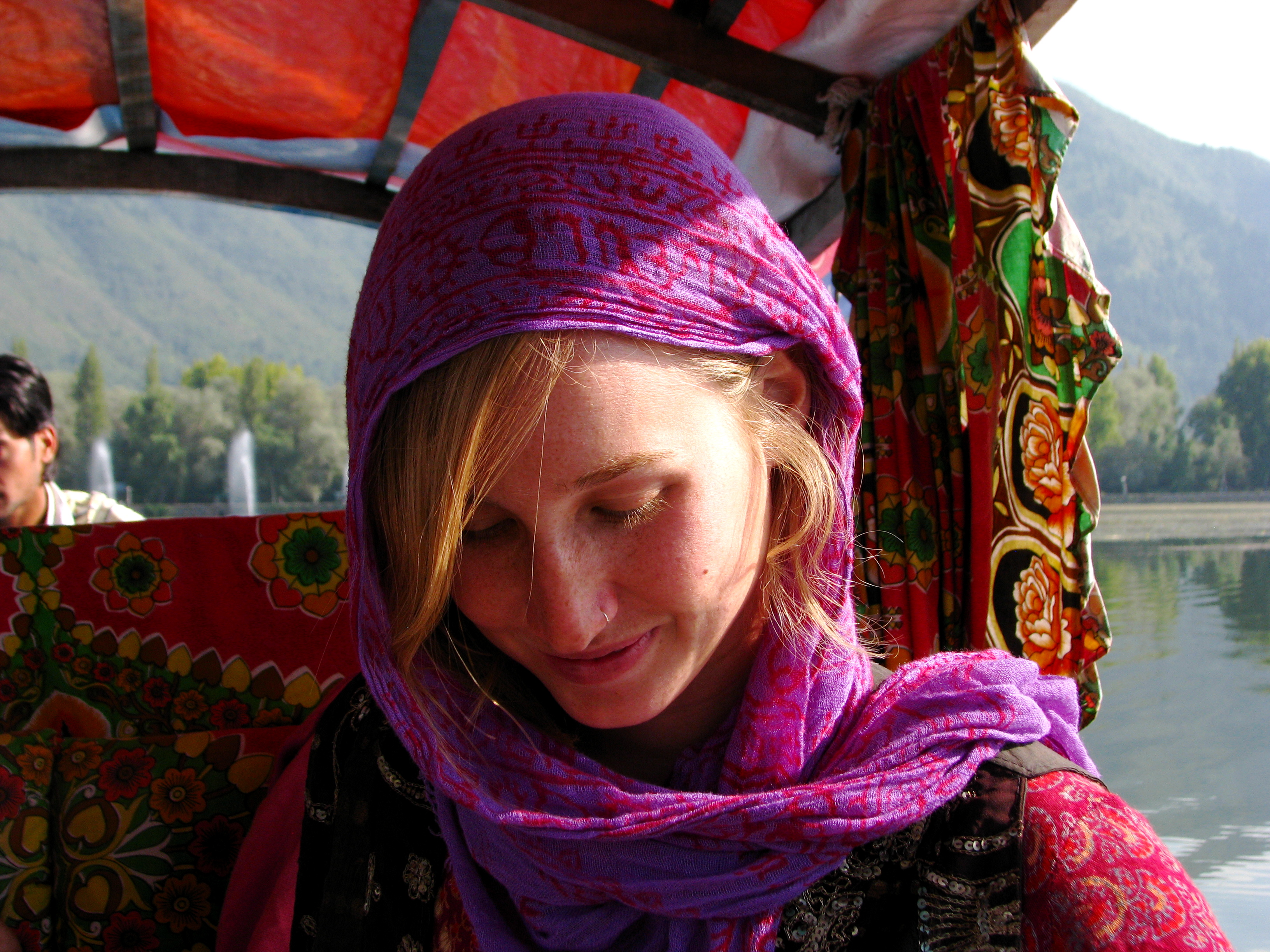
Туристи катаються у шикарах

Дал лежить серед Срінагара, який пов'язаний зі світом повітряними шляхами та автомобільними дорогами. Найближчий аеропорт розташований за 25 км від озера. Найближча залізнична станція за 30 км у бік Джамму. Магістраль NH1A з'єднує Кашмір з рештою Індії. Місцеві жителі надають свої послуги для переміщення озером у шикарах.